# Xã Cloverleaf, Quận Pennington, Minnesota
Xã Cloverleaf (tiếng Anh: Cloverleaf Township) là một xã thuộc quận Pennington, tiểu bang Minnesota, Hoa Kỳ. Năm 2010, dân số của xã này là 84 người.